# Adam Hrzán z Harasova
Adam Hrzán z Harasova, zvaný Boháč († 11. ledna 1619) byl český šlechtic z rodu Hrzánů z Harasova. Patřil mezi nejvyhledávanější rytířské lichváře na přelomu 16. a 17. století. Na začátku 17. století byl nejen nejbohatším rytířem v Čechách, ale patřil mezi deset nejbohatších šlechticů v zemi vůbec. V roce 1603 byl se 1755 osedlými sedmým nejbohatším šlechticem v zemi a v roce 1615 s 2182 osedlými obsadil dokonce šestou pozici. Zastával úřad purkrabího Hradeckého kraje a karlštejnského purkrabího.

## Život a majetek
Pocházel z rytířské rodiny. Narodil se jako syn Mikuláše Hrzána z Harasova († 1565). Po otci zdědil tvrz Ctěnice a okolní vesnice. Od poloviny 60. let 16. století se angažoval v nižší politice, když získal post hejtmana Boleslavského kraje. V roce 1578 se oženil s bohatou Annou Kaplířovou ze Sulevic, která zdědila výnosný velkostatek Skalka na Litoměřicku. Sem se také přestěhoval a několikrát zastával úřad hejtmana Litoměřického kraje (1588–1589, 1596–1597, 1599–1600).

### Přízeň Viléma z Rožmberka
Adam Hrzán se stýkal s českým velmožem Vilémem z Rožmberka (1535–1592). Na jeho dvoře v Českém Krumlově získal základy šlechtické výchovy. Po dobu devíti měsíců počínaje srpnem 1572 se Adam účastnil prvního poselstva českých pánů a rytířů do Polska, které vedl nejvyšší kancléř Vratislav II. z Pernštejna (1530–1582) a právě nejvyšší purkrabí Vilém. Byli tam vysláni v otázce zájmu habsburského domu o polský trůn, který se uvolnil smrtí posledního krále z dynastie Jagellonců Zikmunda II. Augusta.

### Rozšiřování majetku

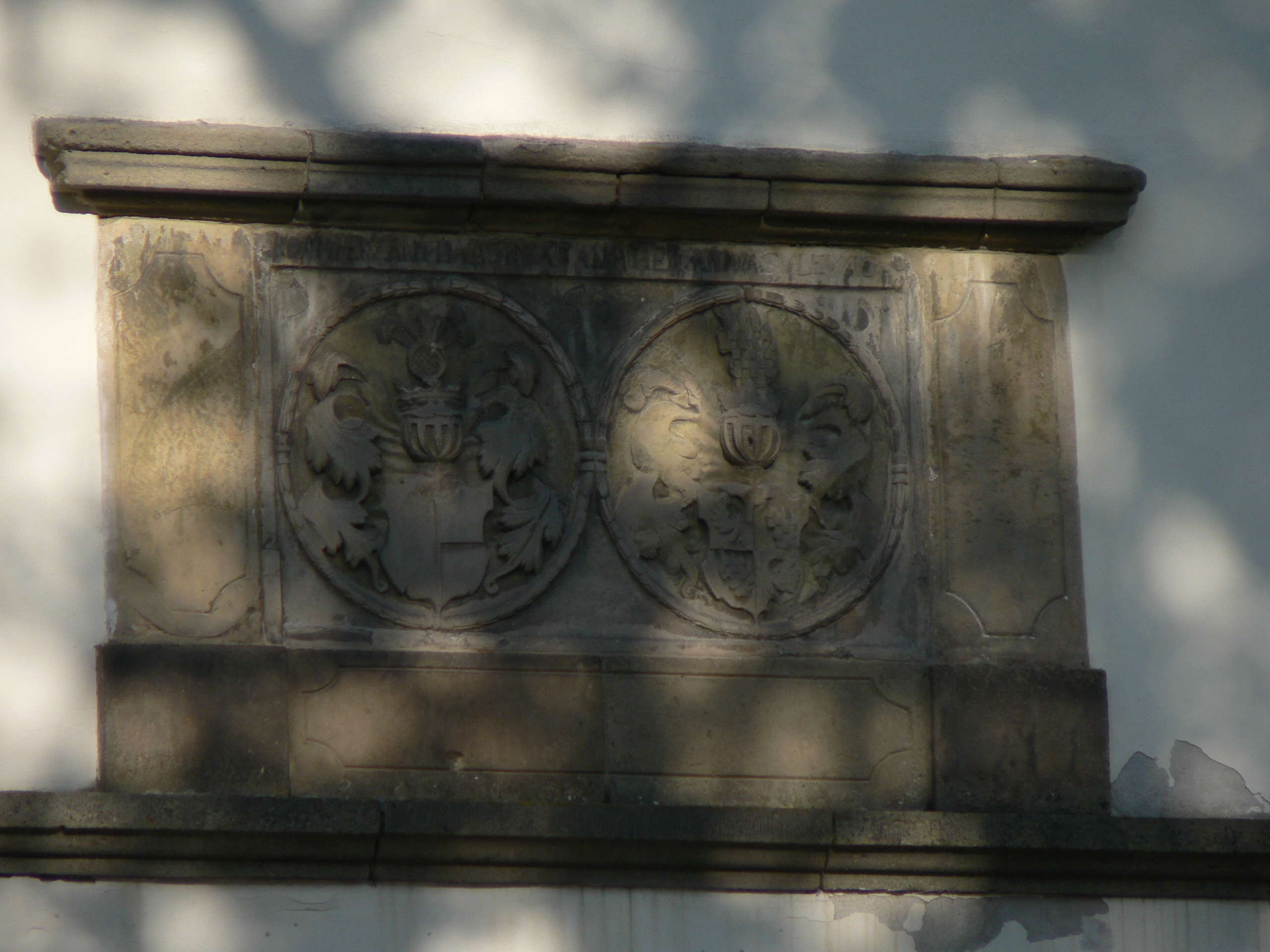
Erby nad vstupem do Lanškrounského zámku

Usilovně shromažďoval dluhopisy. Patřil i k věřitelům císaře Maxmiliána II. Prostředky k půjčení získal z dělení otcovského majetku, z bohatého věna manželky a z výnosů velkostatku Skalka. V roce 1588 odkoupil od Jana V. z Pernštejna (1561–1597) velkostatek Lanškroun-Lanšperk (Landšperk) ve východních Čechách. Koupě byla zapsána do desk zemských na začátku roku 1589. Podle ní Hrzán koupil podhodnocený statek za pouhých 15 300 kop grošů českých. K velkostatku patřila tři města, několik městeček, kolem padesáti vesnic, dvory, ovčíny, mlýny, rybníky a lesy. Zámek Lanškroun nechal Adam Hrzán výrazně upravit v renesančním stylu. Přestavbu připomíná především vstupní portál, na kterém je letopočet 1601, kdy byla přestavba ukončena, a erb Adama Hrzána s erbem jeho manželky Anny Kaplířové ze Sulevic. Na poddané měl vysoké nároky, zvyšoval dávky, omezoval jim práva. Pro jeho tvrdý a hrubý přístup s ním lanškrounští měšťané vedli soudní spory. V roce 1622 měl velkostatek hodnotu 150 000 kop grošů českých, k lanškrounské části tehdy patřilo město Lanškroun se zámkem a 12 vsí, hrad Lanšperk se připomínal jako pustý.

### Zástava Drslavic
V letech 1577–1601 půjčoval Vilému z Rožmberka i jeho dědici Petru z Rožmberka (1539–1611). Ne vždy poskytl peníze v hotovosti, někdy Vilémovi přenechal dluhopisy, jejichž proplacení si Vilém z Rožmberka vynutil ze své pozice nejvyššího purkrabího. V roce 1597 dlužil Petr Vok z Rožmberka Hrzánovi už 55 000 kop grošů českých. Ze zapůjčených peněz mu plynuly obrovské zisky z úroku. Za čtvrt století získal od Rožmberků na úrocích přibližně 35 000 kop. Svou úvěrovou strategií cílil k získání některého rožmberského velkostatku. Od roku 1595 držel v zástavě rožmberské panství Drslavice, ale nepodařilo se mu ho získat do trvalého vlastnictví. Od roku 1601 po tomto neúspěchu už Rožmberkovi peníze nepůjčoval.

### Koupě Červeného Hrádku
Poté zaměřil svou pozornost na Krušné hory, odkud to měl blízko ke svému panství Skalka. Od české komory požadoval urychlené splacení pohledávek. Ta tehdy neměla dostatek prostředků, a proto musela přistoupit na obchod. Tak od ní na konci roku 1605 (nebo v roce 1606) odkoupil panství Červený Hrádek s hradem Blatno, Údlicemi, Nezabylicemi, městečkem Borkem, Horou Svaté Kateřiny za 236 000 zlatých rýnských (125 000 kop grošů českých). Komora získala panství v roce 1594, když bylo zkonfiskováno Jiří Popelu z Lobkowicz, který upadl v nemilost u císaře Rudolfa II. Adam Hrzán zaplatil komoře poslední splátku v roce 1607.
V roce 1608 koupil pro svého syna Jana Mikuláše panství Stvolínky (Stolinky) s pustým hradem Ronov za více než 25 000 kop grošů českých od zadluženého Jana z Vartenberka (nebo od Alžběty, manželky Zikmunda z Vartenberka).

### Starosti s lehkomyslným synem
V roce 1608 musel řešit aféru způsobenou svým lehkomyslným synem Zdeslavem. Syn procházel dvořanskou výchovou u Rudolfa II. Na počátku 17. století v Praze působil jako osobní císařův stolník. Na rozdíl od šetřivého a zodpovědného otce si užíval bezstarostného života v malostranských hostincích, točil se kolem mladých šlechtičen i zámožnějších měšťanek. Finanční prostředky získával půjčkami u šlechtických přátel. Půjčky ani úroky nesplácel. O synových dluhopisech neměl Adam Hrzán ponětí a dozvěděl se o nich až od nejvyššího zemského sudího Adama mladšího z Valdštejna (1569/1570–1638). Více než třicet věřitelů totiž pohnalo Zdeslava k soudu pro dlužníky u nejvyššího purkrabství v Praze. Jednu třetinu věřitelů tvořily šlechtičny (např. Johana Švihovská, Johana Příchovská, Mariána Czerninová, Alena Vchynská, Ludmila Špetlová, Marie Sluzská, Kateřina Kocová a Eva Kaplířová). Adam dluhy za syna postupně vyrovnal.

### Zemské úřady
S Adamovým bohatstvím rostla i jeho politická moc. V letech 1605–1615 zastával úřad purkrabího Hradeckého kraje a v letech 1615–1618 byl karlštejnským purkrabím za rytířský stav. Od roku 1604 působil i jako stálý přísedící většího zemského soudu. Účastnil se také zasedání královské rady. V roce 1616 byl jako karlštejnský purkrabí aktivním účastníkem korunovace Anny Tyrolské na českou královnu. V průvodu kráčel vedle nejvyššího písaře Jana z Klenového a z Janovic († 1624), který přinášel královské žezlo.
Nepodařilo se mu ale postoupit do vyšší společenské vrstvy, nebyl přijat do panského stavu.

### České stavovské povstání a úmrtí
Na podzim 1618 se stavovské direktorium snažilo získat hotovost pro sestavování a vydržování stavovského vojska. Hrzán byl katolické víry, takže finanční pomoc odmítl. Direktorská vláda však vyslala do jeho sídel Červený Hrádek, Skalka a Lanškroun ozbrojence a odvezla si hotovost úhrnem 150 000 kop grošů českých. S těmito vynucenými půjčkami na 6 % úrok nakonec Adam Hrzán a jeho synové souhlasili. Zúročení této velké půjčky se už nedočkal, zemřel 11. ledna 1619.

## Rodina a dědictví
Adam Hrzán měl s manželkou Annou Kaplířovou ze Sulevic, dcerou Zdeslava Kaplíře ze Sulevic († asi 1566), čtyři syny:
- 1. Jan Mikuláš († 1617)
  - ⚭ Veronika Čejková z Olbramovic[2]
- 2. Zdeslav († 1642)
  - ⚭ Alžběta Haugvicová z Biskupic († 1638)[15][2]
- 3. Jan († 1631)
  - ⚭ Sabina Žofie z Vřesovic[13][2]
- 4. Vilém Jiří († 1620)

Už v roce 1617 po smrti syna Jana Mikuláše rozdělil Adam Hrzán svá severo- a východočeská panství mezi syny Zdeslava, Jana a Viléma Jiřího. Po smrti otce Zdeslav vlastnil Stvolínky, Jan získal Červený Hrádek s Blatnem a Lanškroun získal Vilém Jiří, který však už v roce 1620 zemřel a jeho majetek zdědil Zdeslav. V době stavovského povstání synové přestoupili na evangelickou víru, souhlasili s půjčkou direktoriu a podporovali zimního krále Fridricha Falckého. Po bitvě na Bílé hoře jim byla zkonfiskována většina majetku. V roce 1622 byli zproštěni žaloby ze vzpoury proti císaři a byl jim navrácen zkonfiskovaný majetek, když Zdeslav nabídl podhodnocené panství Lanškroun a Landšperk úplatnému předsedovi konfiskační komise knížeti Karlu z Liechtensteinu (1569–1627), místodržícímu v Čechách. V roce 1623 byli bratři Zdeslav a Jan povýšeni do panského stavu. V roce 1628 byl Zdeslav Hrzán opětovně obviněn ze vzpoury, když se přihlásil o splacení peněžní půjčky, kterou jeho otec poskytl v roce 1618 direktoriu. Za svou milost musel zaplatit. V roce 1631 vpadli do Čech Sasové a Zdeslav se snažil získat zboží Stvolínky (Stolinky). Byl však zatčen a odsouzen ke ztrátě všeho majetku. Konečně v roce 1635 získal milost i stvolínské panství a zemřel o 7 let později.